# Reggenza di Nduga
La reggenza di Nduga (in indonesiano: Kabupaten Nduga) è una reggenza dell'Indonesia, situata nella provincia di Papua Pegunungan.